# 服部半蔵
服部 半蔵（はっとり はんぞう）は、戦国時代から江戸時代にかけて松平氏から徳川氏の麾下で活躍し、代々「半蔵」を通称の名乗りとした服部半蔵家の歴代当主である。詳細は不明であるが、忍者だったのは初代半蔵の保長だけであり、2代目以降は忍者ではなかったとされる。
また、先祖は代々伊賀国花垣村余野（現・伊賀市）の千賀地谷に居住し、周辺の地を治めてきた一族とされる。

## 歴代
一般的に服部半蔵の初代と数えられる服部半蔵保長（正種）は、生国である伊賀を出て三河で松平清康・松平広忠に仕えた。以降、服部家は徳川家（松平家）の譜代家臣となり、いわゆる「服部半蔵」として広く知られる2代目服部半蔵正成は徳川家康に仕えて武功立て、8千石の大身旗本となった。正成の息子である3代目半蔵正就、4代目半蔵正重もまた徳川家康・徳川秀忠に仕えたがいずれも改易となった後は桑名藩久松松平家、村上藩堀家などに仕えた。4代目服部半蔵正重以降、服部半蔵家は「大服部家」として桑名藩で久松松平家に仕え、代々家老職を務めた。幕末の動乱を生き延びた12代目服部半蔵正義は、その後三重県の発展に尽くした。なお、3代目半蔵であった服部正就の家系は、松平定勝の長女である松尾姫の血筋でもあったことから藩主一族として厚遇され、「小服部家」として久松松平家に仕えている。
5代目服部半蔵正吉から12代目服部半蔵正義までの間、一時的に半蔵の名前を継承したとみられる者を含めると12代よりも多い半蔵が存在するが、詳細は不明である。また、初代服部半蔵保長以前の半蔵については、保長から七代遡った先祖である千賀地谷の服部宗連が名乗り始めた系図もみられる。

### 初代 服部半蔵（半三）保長/正種
生没年不詳。伊賀出身の忍者であったとされる。伊賀を出て室町幕府12代将軍足利義晴に、続いて三河にて松平清康に仕える。三河移住後の保長の詳細は不明であるが、岡崎市伊賀町周辺に居住したとされ、隠居後は号を浄閑として岡崎城下で没した。名は半三郎、法号は道可。名や出生地については、伊賀国予野荘の服部（千賀地）保長が寛政重修諸家譜をはじめ通説となっているが、3代目半蔵正就の子孫が仕えた桑名藩の服部家譜は名を服部正種とし、今治藩の家譜では伊賀国荒木（阿拝郡荒木）の服部正種と記されている。

### 2代目 服部半蔵正成
徳川家康に仕えた武将。松平家の譜代家臣として家康の午廻、御先手、鉄砲奉行などを務め、のちに家康より伊賀同心の指揮権を預けられる。いわゆる「服部半蔵」として世間でよく知られるのは彼のことであるが、正成自身は槍を持ち甲冑を着て足軽を率いた武士であり、一番槍・一番乗りなどを重視し数多くの戦功を上げた。槍の使い手として名高く、敵味方より「鬼半蔵」と呼ばれた（しばしば混同される「槍半蔵」は同じく徳川家臣である渡辺守綱の別名である）。なお、伊賀越え後に配下となった伊賀同心は徳川家臣団の一部門であり、服部家の家臣ではない。正成はあくまで指揮官の一人であり「伊賀国の忍者の頭領」ではなかった。合戦において正成は伊賀者のほか甲賀者や根来者など指揮していた形跡もみられる。晩年は出家して江戸麹町の清水谷に庵を建て、家康の長男松平信康の菩提を弔ったという。
名は弥太郎、官位は石見守。慶長元年11月14日没。法号は専称院殿安誉西念大居士。

### 3代目 服部半蔵正就
父である正成の死後、伊賀同心200人の支配を引継ぎ先手の鉄砲奉行を務める。関ヶ原の合戦前には鉄砲奉行の一人として家康を護衛し、会津方面の防衛として大田原城の戦時改修にあたった。その後、宇都宮を防衛すると共に伊賀衆を使った白河小峰城の偵察にも派遣され、合戦当日には黒羽城を防衛した。一方、配下である伊賀同心とは服部家の家格などの理由で父の代より確執があり、慶長9年秋には同心の一部が正就への不満と同心たちの昇格の要望を記した目安を投じる事件が起きる。正就が処分を受けることはなかったが、この直後、将軍お目見前に身内の病気見舞いのため届出なく無断で夜間外出したことなどを理由に改易を申し付けられた。慶長10年初、正就は伊賀同心の支配の役目を解かれ岳父である松平定勝の元、掛川城で蟄居となった。その後許されて伏見で定勝に仕えたが、汚名返上のため参陣した大坂夏の陣で家臣や従者と共に行方不明となり、遺体がないまま高野山で葬儀のみ行われた。また、伊賀や新潟には正就が隠れ住んで落ち延び、庄屋となった伝説が残っている。名は源左衛門、官位は石見守。法号は了義院殿前石州禅室参公大居士。

### 4代目 服部半蔵正重
2代目正成の次男で、3代目正就の弟。兄の改易に伴い慶長10年頃、服部半蔵（服部石見守半蔵）を襲名する。徳川秀忠の小姓や家康の近侍を務め、大久保長安の長女の娘婿となり佐渡金山同心を務めた。大久保長安事件への関わりはないと沙汰されたが別件で改易となり、村上義明に身柄を預かられて以降29年間、晩年まで村上家・村上藩堀家に二千石で召し抱えられた。晩年、村上藩が一時廃藩となった後は桑名藩に招かれ、高齢にもかかわらず松平定綱に二千石の上席年寄の身分で召し抱えられた。正重の二人の息子も部屋住みとして桑名藩に仕えた。これにより、服部半蔵家は桑名藩の家老職家として明治時代まで存続した（大服部家）。
名は長吉、官位は伊豆守。桑名で左太夫（左大夫）と名乗る。慶安5年5月27日（1652年7月2日）没。法号は清流院殿澄性日浄大居士。

なお、正重の兄・正就の妻は桑名藩主松平定綱の姉であり、その子である服部正辰（正重の甥）らも桑名藩に仕えている。血統から藩主一族の扱いを受け、服部半蔵家以上に優遇されている（小服部家）。

### 5代目 服部半蔵正吉
正重の長男。父や弟の七郎右衛門と共に桑名へ招かれて1000石の部屋住みとなり、親子で侍組および足軽100人を預かった。正重の後に家督を相続、後に左大夫と名乗る。元禄12年6月（1699年）没。

### 服部半蔵正勝
寛文3年（1663年）家督を継ぎ1600石を得る。

### 服部半蔵正秀
延宝8年（1680年）家督を継ぎ、1500石の年寄となり前方先手を預る。宝永3年（1703年）没。名は七兵衛。

### 服部半蔵正輔
正秀の息子。宝永3年（1706年）家督を継ぎ、1600石の年寄となる。享保9年（1724年）4月に没。

### 服部半蔵正明
名は主税。正明の後、服部家は養子縁組の願いを提出し正秀の家系である浜岡助五郎に家督を相続させる。

### 服部半蔵正盈
牢人であったところ、正輔の息子が早世したため養子となり跡目を継いだ。名は浜岡助五郎。父は半蔵正秀の兄弟である服部加藤次。何らかの事情により享保5年（1720年）正月に知行と屋敷を召し上げられる。これによりお家断絶の危機に見舞われたが、当時の桑名藩主松平定賢が正成の時代からの服部家の武功と家柄を思い、ふさわしい者に跡を継がせるよう命じたため、服部半蔵家は存続を許された。

### 服部半蔵正覧
今治藩松平筑後守家の家臣である小服部家・服部伊織の次男。名は茂十郎。正盈の半蔵解任に伴い享保18年（1733年）家督を相続し、1000石の年寄となる。幼少の頃から持病の喘息に悩まされ、病弱であった。半蔵を襲名した後も喘息の悪化により度々職務に支障をきたしたため再三にわたりお役御免を申し出たが、そのたびに引き留められ、温泉地などで養生するよう申し付けられた。安永3年（1766年）会津白河にて病没。

### 服部半蔵正礼
白河藩家老。服部日記と号する。

### 服部半蔵（諱不明）
桑名藩家老。千石。詳細不明。

### 服部半蔵正啓
桑名藩家老。名は吉人。文政8年2月18日（1825年4月6日）没。

### 11代目 服部半蔵正綏
最後の服部半蔵である正義と桑名藩家老 酒井孫八郎の父。文政7年家督を継いだ。初め左太夫、伊豆と名乗った。

### 12代目 服部半蔵正義
弘化2年（1845年）9月29日生まれ。21歳で（大服部家）家督を継ぎ桑名藩家老となる。名は半十郎。服部半蔵日記を記す。桑名藩家老である酒井孫八郎は正義の弟である。藩主の松平定敬が京都所司代となり、その補佐として正義も京に赴く。慶応4年、鳥羽・伏見の戦いに桑名軍を率いて参戦、明治元年（1868年）閏4月には転戦した柏崎の鯨波戦争で指揮官を務める。同年9月26日に庄内にて降伏。官軍に身柄を拘束され謹慎処分となるが、明治2年12月、桑名藩の戦後処理の終了と共に謹慎が解かれ自由の身となる。その後は桑名藩の要職や三重県第一・第三区長を務め、明治19年（1886年）1月22日に没した。

## 服部半蔵 由来の武具
一部の武具は現在も比較的良好な状態で保存されており、拝観が可能なものも存在する。しかし、その他の武具や感状のほとんどは慶長9年の江戸城火災による麹町服部屋敷の類焼や長男正就の改易、大坂の陣の混乱等により失われたとみられる。

### 一覧
初代服部半蔵（保長）の武具
1. 足利将軍より拝領の具足、槍、伯耆安綱の刀。初代服部半蔵である服部保長が足利家に仕えていた折に将軍足利義晴より拝領したが、このうちの二つは焼失したという。刀の銘は「伯耆国大原五郎太夫安綱」であったという（年月・所在：2024）[4]。

2代目服部半蔵（正成）の武具
1. 葵紋の盃と穂先七寸八分の持槍。上ノ郷城の戦いで三河宇土城（上ノ郷城）を夜襲し戦功を立た際に家康より拝領（年月・所在不明）[4][5][11][12]。
2. 姉川合戦一番槍に使用した持槍（所在不明、史料中の記述より1.の槍と推察される）[4][13][14]
3. 大長刀（無銘・年月及び所在不明）[4]
4. 三方ヶ原合戦の戦功で浜松城二の丸にて家康より拝領した二本の槍の一つである槍。東京都新宿区四谷の西念寺所蔵の槍とみられる（銘・作者不明）[3][13][15][16][17]。
5. 平安城長吉の槍。三方ヶ原合戦の戦功で浜松城二の丸にて家康より拝領した2本の槍の一つで、4.の槍と共に贈られた[15][16][13][17]。正成・正就の後、四代目服部半蔵である服部正重が所有した[3]。
6. 相州廣正の懐剣。武田の間者の竹庵を討ち止めた時、褒美として家康より贈られた（年月・所在不明）[4][12][17]。
7. 家康の御召具足と同じ黒中核の黒藍皮縫延鎧、御召と同じ縅の大星兜、御持と同じ拵えの采配。家康は奈良という具足職人にこれらを作らせ、正成に贈った。御召の兜は桃形兜であったが、正成に贈られたのは星兜であった[4][12][17]。采配は天目黒塗りの柄の後先に銀の歯形の逆輪をつけたものであった。しかし、慶長9年の江戸城火事による麹町服部屋敷の類焼により具足は焼失し現存しない。采配は長男正就の戦死で所在不明になったとも、次男正重が佐渡勤めの最中に紛失したとも伝えられている（年月・所在不明）[4][16]。
8. 直江志津の打刀。正成は自らの所有した直江志津の打刀を本多忠勝の家老梶勝忠（梶金平）に贈ったといわれ、梶家に伝わる刀が現存している（無銘・東建コーポレーション所蔵）。
9. 酒井修理大夫家士大谷正澄所蔵 服部半蔵の槍。穂三尺七寸、樋深さ中にて三分計（年月・所在不明）[18]。

3代目服部半蔵（正就）の武具
1. 東京国立博物館に正成の長男「服部半蔵正就」の名を刻んだ永禄5年（1562年）作、関兼久の大身槍が所蔵されている[注釈 1]。

　　*東京国立博物館：槍＿銘濃州関住兼久作＿永禄五年五月吉日＿服部半蔵正就
4代目服部半蔵（正重）の武具
1. 2代目半蔵正成の項5.平安城長吉の槍。晩年桑名藩の上席家老となった正重は、藩主である松平定綱に槍の由来を聞かれた際、定綱の息子である松平定良に槍を献上した。由緒のある名品であったため、定綱は槍の写しを作り正重に贈ったという（本歌・写しともに所在不明）[3]。

### 西念寺所蔵　「服部半蔵の槍」
西念寺 (新宿区)には新宿区登録有形文化財である「服部半蔵の槍」が奉納されている。槍の現存部分の全長は258cm、重さ7.5kgである。寺伝によれば、この槍は三方ヶ原の戦功により正成が浜松城で家康より拝領したものとされる。
正成の兄である服部保俊（服部市平保俊）の子孫にあたる服部市郎右衛門が保有し西念寺に奉納した。槍に附属する文書記録によれば、この槍は正就が姉川一番槍を入れた際に使用していたものとされ、銘は「鬼切丸」であり、別名を「髭切丸」「膝切丸」「蜘蛛切丸」と記されるが詳細は定かではない。明暦3年（1657年）の地震により穂先一尺四寸一分(42.7cm)が折れたが、元の穂の長さは四尺(121cm)であり、中心が抜けないまま鞘付きで箱に収められた状態であった。また、この槍については桑名市所蔵の史料にも「得道具大身鑓は武州四谷西念寺に相納む 穂先折れたるを同姓市平家筋に所伝の由」と記されており、享保2年に西念寺で槍と由来を書写した服部正武は桑名藩に仕えた正成の子孫（正就と松尾の子の家系、小服部家）である。槍の作者は現在も判明していないが、その作りは質実剛健な大身槍である。損傷部位は穂先の折れに加え、柄は半面と長さの半分(約150cm)が焼失している。太平洋戦争中の昭和20年5月29日、空襲の火災から槍を守るため住職が芝生に避難させたが、あまりの火勢で地面に接していなかった片面半分と柄の一部が焼失してしまったという。また、穂先が折れた原因については「地震が起きた時、家康から拝領した槍を守るため正成が清水谷へ放り投げたところ折れてしまった」との逸話と共に、寺伝では「安政の大地震で穂先30cm程が折れた」とされている。
なお、槍に附属する文書記録ではこの槍を「姉川一番槍で使用した」とするが、「貞享書上松平越中守家臣服部半蔵正秀記」等によれば姉川合戦で使用したのは正成16歳の宇土城戦功により拝領した槍（穂先七寸八分〈29.6cm〉）であるとされる。西念寺所蔵の槍は損傷前の穂先は四尺(121cm)であったと伝わるため、穂先の長さに差異が生じる。姉川一番槍で使用された槍が宇土城の戦功で拝領した槍であったならば、西念寺所蔵の槍は寺伝による三方ヶ原の戦功で浜松城二の丸にて家康より拝領した槍ということになる。またこの時拝領した槍は「無銘・作者不明の槍と平安城長吉の槍」の二本であり、このうち平安城長吉の槍（銘不明）は正成の次男である服部正重が所有し晩年桑名藩に仕官した際、藩主の息子である松平定良に献上していることから、西念寺の槍はこれと同時に贈られた無銘・作者不明の槍であると推察される。

## フィクション作品
歴史上の服部半蔵は伊賀者の統率者であっても自身の忍者としての性格は薄いが、現代では服部半蔵は最も名の知れた伊賀忍者のひとりとなっている。このため、服部半蔵という名前の忍者、あるいはそれをモチーフとするキャラクターが登場する小説、時代劇、漫画、ゲームなど数知れず存在し、一般的な英文表記として「Ninja Master Hanzo」（忍者の首領・半蔵）とされることが多い。
小説作品では、山田風太郎の最初の「忍法帖」作品で代表作のひとつ『甲賀忍法帖』に三代目が登場し、同作を題材にした漫画『バジリスク 〜甲賀忍法帖〜』、劇場映画『SHINOBI』にも同じ役柄で登場した。
映像化作品ではテレビドラマ『服部半蔵 影の軍団』や全6作が制作された映画『新・影の軍団』にて、千葉真一が服部半蔵を演じた。海外の映画では『キル・ビル』にも服部半蔵が登場するが、これは監督のクエンティン・タランティーノがこの『服部半蔵 影の軍団』シリーズのファンであったためであり、同じ千葉真一に出演を依頼し実現したもの。
漫画作品では、横山光輝による『伊賀の影丸』および『兵馬地獄旅』などで重要人物として描かれている。また、白土三平による『サスケ』や小山ゆうの『あずみ』と『AZUMI』、藤子不二雄Aの『忍者ハットリくん』など、登場人物のひとりとして活躍する作品も数多く刊行された。
ゲームでは、『サムライスピリッツ』などのアーケードゲーム、『戦国無双』や『仁王』などの家庭用ゲーム、その他幅広いゲームアプリにおいて、忍者のキャラクターとして登場している。